# Sun Is Shining
Sun Is Shining är en reggaesång av Bob Marley. Sången dök upp för första gången 1971 på albumet Soul Revolution. Sången finns även med på albumet Kaya från 1978.